# Église Notre-Dame de Pommerit-le-Vicomte
Pour les articles homonymes, voir Église Notre-Dame.
L'église Notre-Dame est située à Pommerit-le-Vicomte en France.

## Localisation
L'église est située sur la commune de Pommerit-le-Vicomte au lieu-dit Plassen an Iliz, dans le département des Côtes-d'Armor, dans la région Bretagne.

## Description
L'église est reconstruite au début du XXe siècle, l'ancien clocher a été conservé. C'est une tour carrée constituant un mélange de tradition bretonne médiévale et d'ornementation classique du XVIIIe siècle dont témoigne la flèche octogonale ajourée au-dessus de la terrasse à gros balustres ventrus. Les deux étages supérieurs ne sont formés que de petites baies rectangulaires. La porte flanquée de pilastres avec entablement, fronton coupé encadrant un œil de bœuf surmonté d'un panneau sculpté carré et d'une niche, forme la partie ornée que limitent de grands pilastres doriques sur les angles de la face ouest et sur les angles en retour nord et sud, surmontés d'un entablement.

## Historique
L'église est inscrite partiellement au titre des monuments historiques par arrêté du 2 décembre 1926.

## Protection
Éléments protégés : le clocher.